# Keep of Kalessin
Keep of Kalessin er et norsk black metal-band fra Trondheim. Det blev dannet i 1993 af Arnt Ove "Obsidian Claw" Grønbech og Magnus "Ghash" Hjertaas og hed oprindeligt Ildskjær. Debutalbummet Through Times of War blev udgivet i sommeren 1997.
Bandet består af medlemmer fra flere andre band, og har fået udskiftet flere medlemmer. De slog igennem med deres tredje album, Armada fra 2006, og blev nomineret til både Spellemannprisen 2006 og Alarmprisen 2007, men tabte begge til Enslaved. Deres nyeste album, Kolossus blev udgivet i 2008.
Guitarist Obsidian Claw skriver bandets musik, mens vokalist Thebon forfatter teksterne.

## Diskografi
- 1997: Through Times of War
- 1999: Agnen: A Journey Through the Dark
- 2003: Reclaim (ep)
- 2006: Armada
- 2008: Kolossus
- 2010: Reptilian
- 2015: Epistemology

## Medlemmer
- Obsidian Claw (Arnt Ove Grønbech) – Guitar, synthesizer
- Thebon (Torbjørn Schei) – Vokal
- Wizziac (Robin Isaksen) – Bas
- Vyl (Vegar Larsen) – Trommer

## Eksterne links
- Wikimedia Commons har flere filer relateret til Keep of Kalessin
- Officiel hjemmeside
- Keep of Kalessin på Myspace

| Musikgruppe | Spire Denne artikel om en norsk musikgruppe er en spire som bør udbygges. Du er velkommen til at hjælpe Wikipedia ved at udvide den. |